# Хиккей, Джон
Джон Джозеф Хиккей (англ. John Joseph Hickey; 4 января 1887, Сидней — 15 мая 1950, Сидней) — австралийский регбист, чемпион летних Олимпийских игр.
Хиккей участвовал в летних Олимпийских играх 1908 года в Лондоне во время турне его сборной. Его команда сыграла единственный матч со сборной Великобритании, который выиграла, и он стал олимпийским чемпионом, набрав в том матче 3 очка.
После турне Хиккей стал играть в одну из разновидностей регби — регбилиг. В 1910 году он провёл два тестовых матча против Великобритании за свою сборную.